# Planétarium de Nantes
Le planétarium de Nantes, ouvert depuis le 18 juin 1981, a pour vocation de présenter des spectacles relatifs à l'astronomie, pour tous publics.

## Situation et accès
Le planétarium se situe sur la rive droite de la Loire, sur la butte Sainte-Anne, au numéro 8 de la rue des Acadiens dans le square Marcel-Moisan, au sein du quartier Bellevue - Chantenay - Sainte-Anne. Presque en vis-à-vis de la Fresque des Acadiens ; il se trouve également à proximité du musée Jules-Verne.

## Caractéristiques
Le planétarium propose des séances commentées d'environ une heure, programmées selon un calendrier établi à l'avance, et adaptées à un certain type de public, en fonction de l'âge ou du niveau de connaissances.
Sous un dôme de 8 mètres de diamètre, il peut recevoir 59 spectateurs et accueillir environ 60 000 visiteurs par an, scolaires ou grand public.
Dans le hall d'accueil, se trouvent trois grosses météorites (36 kg pour la plus lourde) que le public peut toucher, des vitrines exposant plusieurs fragments de divers types de météorites, diverses maquettes mettant en situation divers robots sur les sols de Mars, Vénus, la Lune, Titan (lune de Saturne) et sur une comète, des globes planétaires, des fusées, la Station spatiale internationale, des sondes comme Juno (autour de Jupiter) ou Hubble (le télescope spatial) et James Webb Telescope (son remplaçant) et autres rovers martiens.
Le planétarium de Nantes dispose également d'une boutique proposant des maquettes de fusées, des cartes postales en "3D", des cartes du ciel mobiles, de vraies météorites, quelques ouvrages d'initiation et divers gadgets.

## Activités
Outre ses séances quotidiennes vers le public et les scolaires, le planétarium de Nantes propose diverses activités. Environ une fois par mois, une séance nocturne est proposée sur un thème plus spécifique. Un dôme mobile (structure gonflable) conçu spécialement pour l'initiation à l'astronomie à l'usage des écoles, collèges, lycées et associations, se déplace sur le département. Des stages de formation (École d'astronomie), de la science participative (Vigie-ciel, Vigie-cratère) pour les jeunes et les adultes sont organisés en partenariat avec la Société d'Astronomie de Nantes ou l'Accoord Efferv&Sciences. La location de diverses expositions et maquettes est également possible.
Le planétarium participe aussi aux divers événements locaux, nationaux et européens comme la Fête de la Science, les Journées du Patrimoine/Matrimoine, la Nuit des Musées, les Utopiales, la Digital Week, les Sciences Noctambules, Scopitone, le Voyage à Nantes, etc.
Le planétarium de Nantes tisse également un réseau parmi les acteurs locaux comme le Laboratoire de planétologie de Nantes Université, le Muséum d'histoire naturelle, le Chronographe, le pôle sciences et environnement Sequoia, la Société d'astronomie de Nantes, l'association Méridienne, et bien d'autres, tous œuvrant dans le domaine de la recherche ou la médiation scientifique notamment en astronomie.

## Historique
En 1978, le musée Jules-Verne ouvre ses portes sur la butte Sainte-Anne. Pendant l'exposition dédiée au 150e anniversaire de la naissance de Jules Verne au Palais de la Bourse (la FNAC aujourd'hui), un planétarium de la société Zeiss est exposé.
L'année suivante, la ville de Nantes décide d’acquérir son planétarium. À cette époque, en France, il n'existe qu'un seul grand planétarium : celui de 23,5 mètres à Paris (au Palais de la découverte), un de 8 mètres à Marseille, qui brûlera en 1983, deux petits de 6 mètres : Reims dans l'ancien collège des Jésuites et celui de l'ENAC de Toulouse réservé à ses élèves. Celui de Nantes sera construit sur la partie haute du square Marcel-Moisan (à l'abandon à cette époque).
Ouvert au public le 18 juin 1981, le planétarium est équipé d'un projecteur Zeiss, modèle ZKP2 identique à celui de Reims, Nîmes (qui ouvrira un an plus tard) et Marseille (qui disparaitra rapidement).
Entre 1999 et 2000, la Ville de Nantes agrandit le local avec deux bureaux de 9 m2, ce qui permet d'élargir le hall d'accueil et d'y installer quelques maquettes et collections de météorites.
À l'automne 2005, 25 ans après son installation et pour environ 480 000 euros, le projecteur opto-mécanique Zeiss est remplacé par une installation de type numérique. La Ville de Nantes offre son ancien planétaire Zeiss à l'Université nationale de Cordoba en Argentine qui ouvrira son planétarium en utilisant le Zeiss de Nantes en 2017. À cette époque, en France, trois grands planétariums sont équipés en numérique: le Digistar II, le fisheye d'Evans & Sutherland (Vaulx-en-Velin, Pleumeur-Bodou et Toulouse), Saint-Étienne expérimente les multi vidéo projecteurs. Nantes est donc le premier planétarium au monde, à installer cinq vidéo projecteurs (pour couvrir toute la voûte) de type DLP dans une salle moyenne.

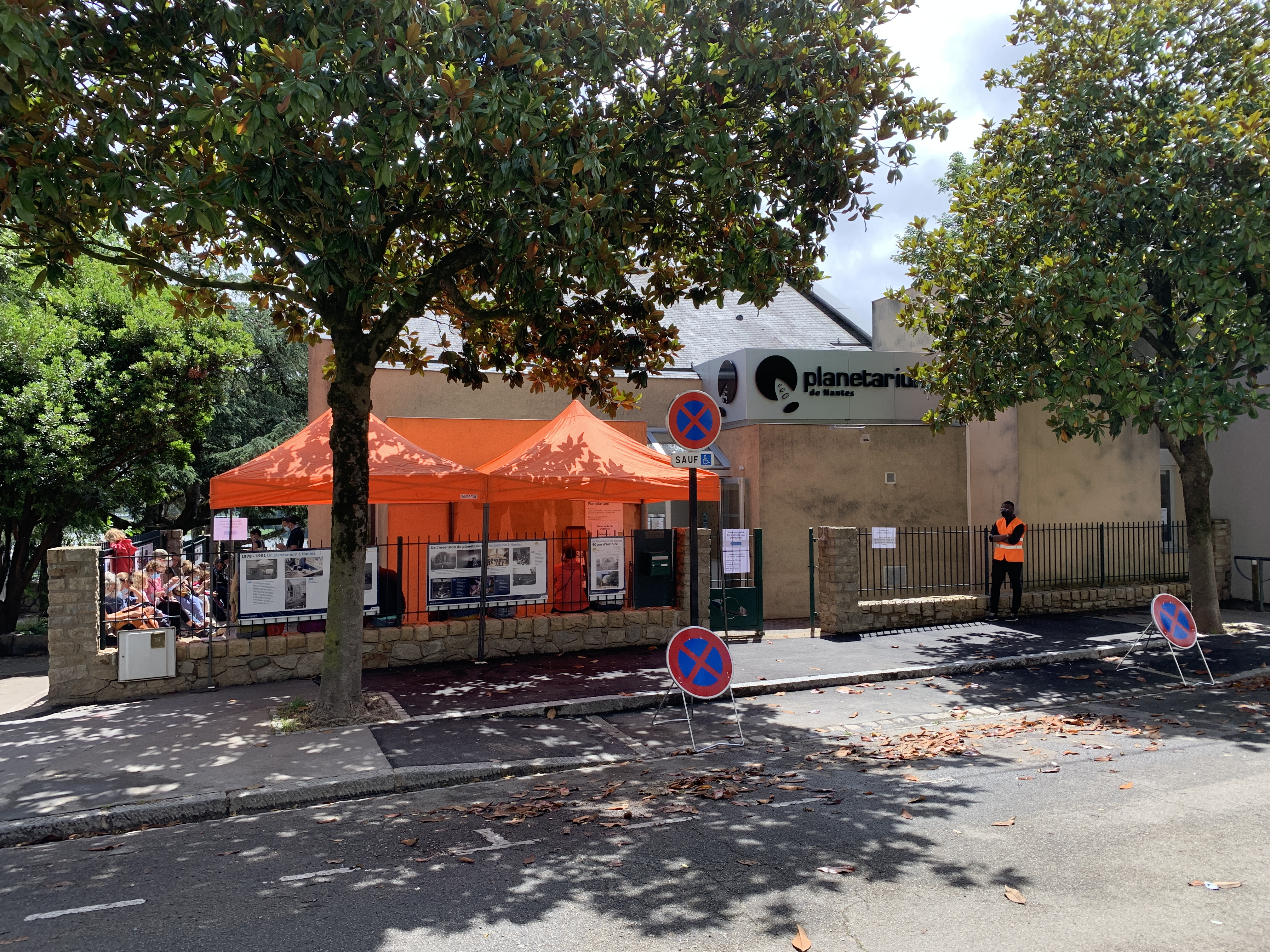
Entrée du planétarium côté rue des Acadiens.

Depuis les années 1990, quelques pionniers développent des installations numériques pour remplacer les projecteurs à étoiles de type opto-mécaniques (planétaire optique). Ces installations numériques consistent à utiliser un logiciel spécifique (simulateur astronomique) pour reconstituer l'Univers observable à partir des catalogues astronomiques issus des données relevées par les satellites d'astrométrie comme Hipparcos (environ 120 000 étoiles) ou Gaia (plus d'un milliard d'objets). Cela permet de s'affranchir des limites inhérentes aux projecteurs à étoiles : afficher uniquement le ciel visible depuis la Terre. Les simulateur permettent de se déplacer dans un volume d'Univers en trois dimensions, en temps réel ou bien de « voyager » dans le temps. Si le simulateur est bien développé, il permet également de voyager de planètes en planètes et de s'y poser. Si ses capacités pédagogiques sont immenses et qu'il a l'avantage de pouvoir s'actualiser au fil des nouvelles découvertes scientifiques il n'en reste pas moins qu'il dépend des médiateur.rice.e qui l'utilisent. Le revers de la médaille est une installation coûteuse répartie en quatre secteurs : 1) les logiciels, 2) des ordinateurs puissants équipés de cartes graphiques haut de gamme, 3) un ou plusieurs vidéoprojecteurs pour l'affichage sur le dôme, 4) la maintenance et le renouvellement périodique de l'installation (tous les 5 à 10 ans).
À l'automne 2013, le planétarium de Nantes ferma pour des travaux de remise à niveau : changement des vidéo projecteurs, des ordinateurs et des logiciels pour environ 500 000 euros. Ces deux mois de fermeture au public ont permis de rafraichir les fauteuils, de refaire la peinture du dôme et de ré-agencer le hall d'accueil du public.
Conséquence de la mutation de la communauté urbaine en métropole, il devient un équipement métropolitain entre janvier 2015 et janvier 2016.
Le 15 mars 2020, le planétarium est contraint de fermer temporairement ses portes au public, en application des mesures sanitaires liées à la pandémie de Covid-19. Durant cette période de fermeture, des travaux de rénovations et de nouvelles mise aux normes ont lieu, tandis que l'équipe du planétarium travaille pour proposer au public une offre numérique à distance. Les travaux prévus (avant le Covid-19) concernaient le changement des fauteuils, le déplacement du pupitre de commande pour ajouter 8 fauteuils et porter la jauge à 59, la construction d'un sas pour permettre les sorties en cours de séance sans déranger les spectateurs, la moquette et les peintures murales. Suspendus pendant 6 mois, les travaux reprennent en incluant le changement total de la climatisation. Le Planétarium de Nantes rouvre ses portes pour ses 40 ans, le 3 juillet 2021 et son site internet le 1er février 2022.

## Square Marcel-Moisan
Coordonnées : 47° 12′ 07″ N, 1° 34′ 38″ O
Ce petit square municipal de 691 m2 situé entre l'arrière du planétarium et la rue de l'Hermitage a été réaménagé au solstice d'été 1996 : les plantations sont celles rencontrées dans les œuvres de Jules Verne et, en son centre, présente un ensemble de sculptures, dont un cadran solaire géant, réalisé par Jean-Michel Ansel, cadranier, en 1995, intitulé Structures astronomiques, représentant le mouvement de la Terre autour du Soleil, les éclipses de Lune et du Soleil, le mouvement rétrograde de Mars, l'ensoleillement de la Terre en temps réel, les planètes à l'échelle les unes par rapport aux autres, etc. Ce square est accessible soit par l'escalier situé entre la rue de Miséry et la rue de l'Hermitage, soit depuis la rue des Acadiens en contournant le planétarium.